# Järnvägsartilleri

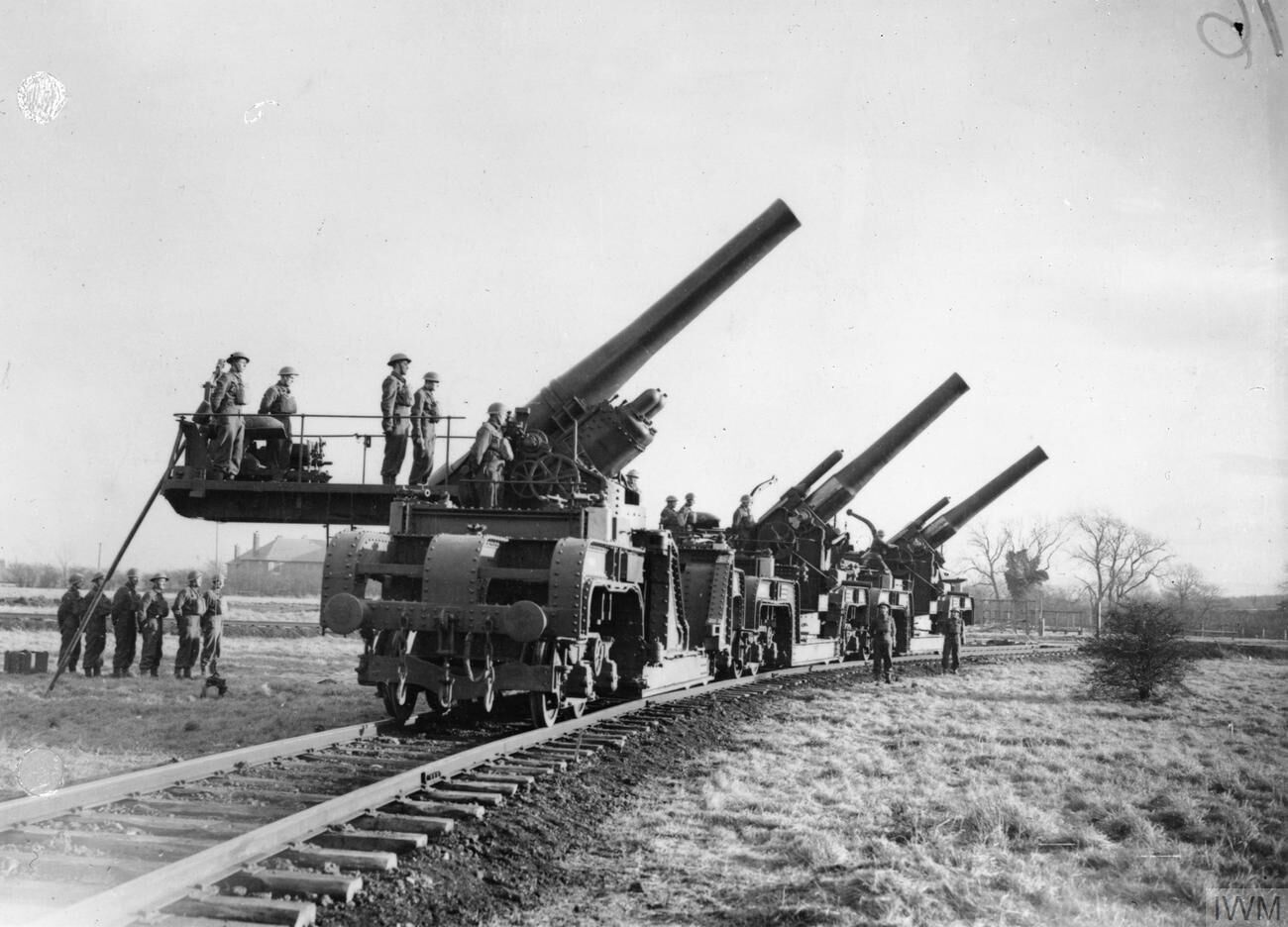
Brittiska 12 tum (305 mm kaliber) järnvägshaubitsar under andra världskriget.

Järnvägsartilleri är artilleripjäser som transporteras och avfyras från specialbyggda järnvägsvagnar. De är ofta mycket tungt artilleri med grov kaliber som inte praktiskt kan transporteras på annat vis än via järnväg.

## Historia

### Amerikanska inbördeskriget
| Järnvägskanoner som användes under belägringen av Petersburg. "Diktatorn" till höger. |  | Järnvägskanoner som användes under belägringen av Petersburg. "Diktatorn" till höger. |
| Järnvägskanoner som användes under belägringen av Petersburg. "Diktatorn" till höger. |  |                                                                                       |

Första gången järnvägsartilleri användes i strid var under amerikanska inbördeskriget då en 32-punds kanon monterades på en flakvagn och skyddades av en kasematt. Den pjäsen användes av Robert E. Lee för att försvara Richmond mot George B. McClellans styrkor. Senare under kriget användes bland annat mörsaren ”Diktatorn” som järnvägsartilleri under belägringen av Petersburg.
Erfarenheterna spred sig och franska armén använde sig av järnvägsartilleri vid belägringen av Paris under fransk-tyska kriget 1870. Även britterna använde järnvägsartilleri för att bryta belägringen av Ladysmith under andra boerkriget.

### Första världskriget

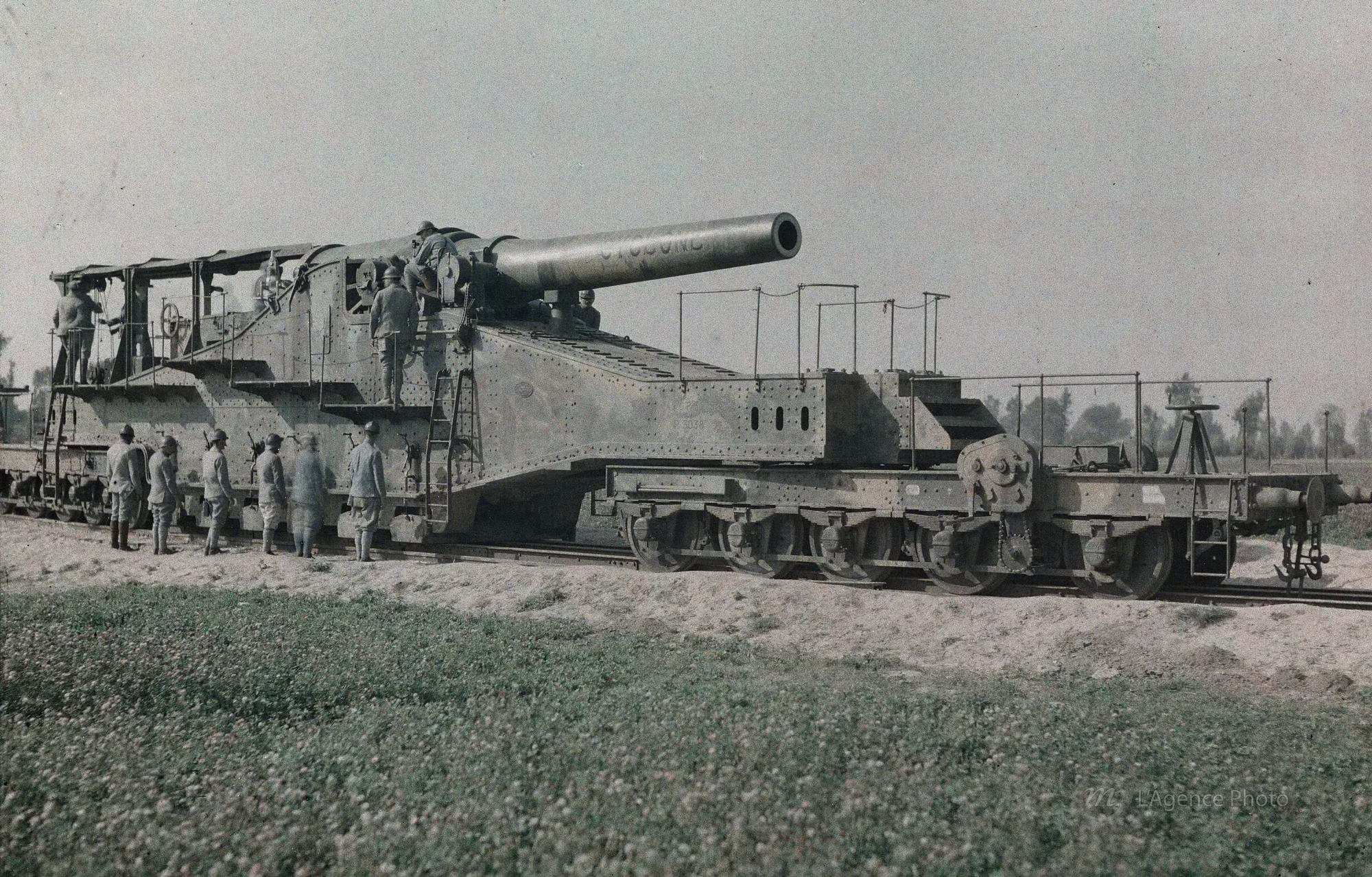
Franska 320 mm järnvägskanonen "Cyclone".

I början av första världskriget led franska armén brist på tungt artilleri. Lösningen blev att ta kanoner från kustartilleriet och skicka dem på järnvägsvagnar till fronten. Det stod redan från början klart att det var både billigare och mer flexibelt att även använda kanonerna från järnvägsvagnarna i stället för att bygga nya pjäsplatser vid fronten. Även tyskarna insåg snart att pjäser som Tjocka Bertha inte hade den rörlighet som krävdes för att kunna sättas in vid det frontavsnitt där den behövdes bäst. 1916 förfogade båda sidor över järnvägsartilleri. Även Storbritannien och USA skickade järnvägsartilleri till fronten.

### Andra världskriget

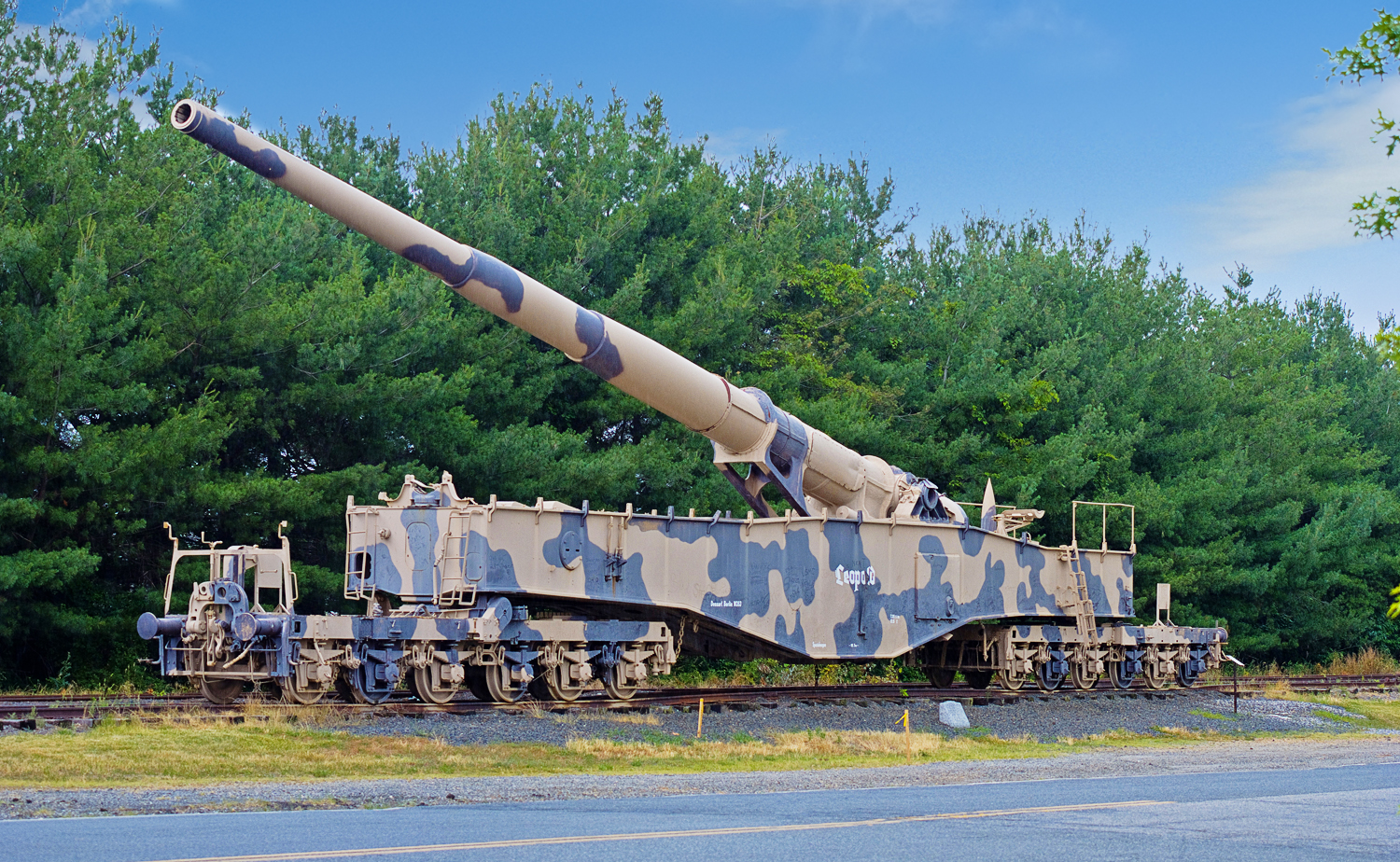
Den tyska 280 mm järnvägskanonen "Leupold".

Efter att Tyskland hade ockuperat Frankrike började man 1940 att bygga kustförsvarsfort med tunga kanoner vid Calais. Dessa kanoner hade tillräcklig räckvidd för att nå mål i östra Kent. För att möta det hotet hade britterna förutom de två fasta 360 mm kanonerna ”Winnie” och ”Pooh” också de tre 343 mm järnvägskanonerna ”Gladiator”, ”Scene Shifter” och ”Piece Maker” samt den imponerande 457 mm järnvägskanonen ”Boche Buster”. En kapprustning började och tyskarna svarade med att bygga fler kustförsvarsfort och dessutom förstärka dem med egna järnvägskanoner. Artilleriduellerna varade ändra fram till Dagen D och kom att ge området namnet ”Hellfire corner”.
Det var dock på östfronten, framför allt under belägringen av Sevastopol, som järnvägsartilleri användes. Bland annat användes den tyska järnvägskanonen ”Dora” som var den största kanon som någonsin använts i strid.